# Amparo (kommun i Brasilien, São Paulo)
Amparo är en kommun i Brasilien.   Den ligger i delstaten São Paulo, i den sydöstra delen av landet, 800 km söder om huvudstaden Brasília. Antalet invånare är 65 836.
Följande samhällen finns i Amparo:
- Amparo

Runt Amparo är det i huvudsak tätbebyggt. Runt Amparo är det ganska tätbefolkat, med 129 invånare per kvadratkilometer.